# Venezuela ai Giochi della XIV Olimpiade
Il Venezuela partecipò ai Giochi della XIV Olimpiade, svoltisi a Londra dal 20 luglio al 14 agosto 1948,  
con una delegazione di un solo atleta, il ciclista Julio César León. Si trattò della prima partecipazione di questo paese ai Giochi. Non furono conquistate medaglie.

## Risultati

### Ciclismo

#### Chilometro a cronometro
| Atleta           | Tempo  | Pos. |
| ---------------- | ------ | ---- |
| Julio César León | 1:18.1 | 14   |